# Ausztrália az 1956. évi téli olimpiai játékokon
Ausztrália az olaszországi Cortina d’Ampezzóban megrendezett 1956. évi téli olimpiai játékok egyik részt vevő nemzete volt. Az országot az olimpián 3 sportágban 8 sportoló képviselte, akik érmet nem szereztek.

## Alpesisí
Férfi
| Versenyző        | Versenyszám      | 1. futam | 1. futam | 2. futam | 2. futam | Összesítés | Összesítés |
| Versenyző        | Versenyszám      | Idő      | Hely.    | Idő      | Hely.    | Idő        | Helyezés   |
| ---------------- | ---------------- | -------- | -------- | -------- | -------- | ---------- | ---------- |
| Anthony Aslangul | Műlesiklás       | kizárták | kizárták | kiesett  | kiesett  | kiesett    | kiesett    |
| Anthony Aslangul | Óriás-műlesiklás |          |          |          |          | 4:09,0     | 69.        |
| Bill Day         | Lesiklás         |          |          |          |          | 4:02,0     | 35.        |
| Bill Day         | Műlesiklás       | kizárták | kizárták | kiesett  | kiesett  | kiesett    | kiesett    |
| Bill Day         | Óriás-műlesiklás |          |          |          |          | 3:56,9     | 61.        |
| Frank Prihoda    | Műlesiklás       | 2:54,3   | 60.      | 2:43,2   | 51.      | 5:37,5     | 54.        |
| Frank Prihoda    | Óriás-műlesiklás |          |          |          |          | 4:31,2     | 80.        |
| James Walker     | Óriás-műlesiklás |          |          |          |          | 5:21,0     | 84.        |

Női
| Versenyző      | Versenyszám      | 1. futam | 1. futam | 2. futam | 2. futam | Összesítés | Összesítés |
| Versenyző      | Versenyszám      | Idő      | Hely.    | Idő      | Hely.    | Idő        | Helyezés   |
| -------------- | ---------------- | -------- | -------- | -------- | -------- | ---------- | ---------- |
| Christine Davy | Lesiklás         |          |          |          |          | 2:01,6     | 39.        |
| Christine Davy | Műlesiklás       | 1:26,1   | 32.      | 1:21,5   | 29.      | 2:47,6     | 33.        |
| Christine Davy | Óriás-műlesiklás |          |          |          |          | 2:17,3     | 37.        |

* - egy másik versenyzővel azonos eredményt ért el

## Gyorskorcsolya
| Versenyző    | Versenyszám | Eredmény | Helyezés |
| ------------ | ----------- | -------- | -------- |
| Colin Hickey | 500 m       | 41,9     | 7.*      |
| Colin Hickey | 1500 m      | 2:11,8   | 7.       |
| Colin Hickey | 5000 m      | 8:10,0   | 14.      |
| Colin Hickey | 10 000 m    | 17:45,6  | 27.*     |

* - egy másik versenyzővel azonos eredményt ért el

## Műkorcsolya
| Versenyző      | Versenyszám  | Kötelező elemek   | Kötelező elemek | Kűr               | Kűr   | Összesítés                     | Összesítés                     | Összesítés                     | Összesítés                     | Összesítés                     | Összesítés                     | Összesítés                     | Összesítés                     | Összesítés                     | Összesítés        | Összesítés  | Összesítés | Összesítés |
| Versenyző      | Versenyszám  | Kötelező elemek   | Kötelező elemek | Kűr               | Kűr   | Helyezési pontszámok bírónként | Helyezési pontszámok bírónként | Helyezési pontszámok bírónként | Helyezési pontszámok bírónként | Helyezési pontszámok bírónként | Helyezési pontszámok bírónként | Helyezési pontszámok bírónként | Helyezési pontszámok bírónként | Helyezési pontszámok bírónként | Több. hely. száma | Hely. össz. | Pont       | Helyezés   |
| Versenyző      | Versenyszám  | Több. hely. száma | Hely.           | Több. hely. száma | Hely. | 1                              | 2                              | 3                              | 4                              | 5                              | 6                              | 7                              | 8                              | 9                              | Több. hely. száma | Hely. össz. | Pont       | Helyezés   |
| -------------- | ------------ | ----------------- | --------------- | ----------------- | ----- | ------------------------------ | ------------------------------ | ------------------------------ | ------------------------------ | ------------------------------ | ------------------------------ | ------------------------------ | ------------------------------ | ------------------------------ | ----------------- | ----------- | ---------- | ---------- |
| Allan Ganter   | Férfi egyéni | 8×13+             | 13.             | 6×14+             | 14.   | 11,0                           | 15,0                           | 13,0                           | 12,0                           | 13,0                           | 13,0                           | 11,0                           | 13,0                           | 13,0                           | 8×13+             | 114,0       | 1191,72    | 13.        |
| Charles Keeble | Férfi egyéni | 9×16+             | 16.             | 5×13+             | 13.   | 15,0                           | 16,0                           | 16,0                           | 16,0                           | 14,0                           | 15,0                           | 16,0                           | 14,0                           | 15,0                           | 5×15+             | 137,0       | 1115,39    | 16.        |